# Kai Owen

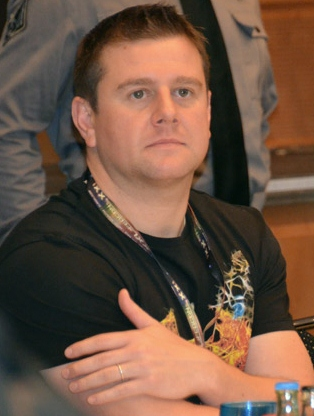
Kai Owen Fedcon (2012)

Kai Owen (* 4. September 1975 in Llanrwst, Conwy, Nord-Wales als Matthew Mark Stevens) ist ein walisischer Film- und Theaterschauspieler. Lokal bekannt wurde er durch verschiedene walisische Film- und Theaterrollen. Weltweite Bekanntheit erhielt er durch die Rolle des Rhys Williams in der Fernsehserie Torchwood.

## Leben
Kai Owen stammt aus Llanrwst im Conwy Valley in Nord-Wales, in der seine Familie lebt. Sein Vater Mark ist ein GMB Gewerkschaftsfunktionär und seine Mutter Yvonne ist eine Reinigsunsfachkraft in einem British Legion Club. Er besuchte die Watling Street Primary School in Llanrwst und der Ysgol Dyffryn Conwy School. Anschließend besuchte er für drei Jahre die Mountview Theatre School in London, an der er 1998 seinen Abschluss machte. Owen lebte mit seiner Frau der Schauspielerin Sarah Annis in East Finchley, London. 2010 zogen sie mit ihrem Sohn nach Warwickshire. Im Jahr 2011 lebte Owen für die Dreharbeiten zur vierten Torchwood-Staffel Miracle Day in West Hollywood, Kalifornien.
Er lief 2009 den London-Marathon für die Kinder-Krebs Stiftung CLIC Sargent und den Virgin London Marathon 2010. Er ist ein Unterstützer des Llandudno Youth Musical Theatre. und mehrerer Wohltätigkeitsorganisationen, die sich für krebskranke Kinder und HIV-positive Menschen einsetzen.

## Karriere
Kai Owens Fernsehkarriere begann bei dem walisischen Fernsehsender S4C und wurde als Kev in Tipyn O Stad bekannt. In mehr als 52 Gastauftritten in verschiedenen Serien im walisischen Fernsehen wurde er noch als Bob Lewis in Treflan bekannt.
2001 erhielt er seinen ersten Auftritt im britischen Fernsehen auf BBC One als Buster Edwards in der Folge Dog Dago afternoon der Serie Fun at the Funeral Parlour. Es folgten weitere Auftritte in den Fernsehserien Casualty und Rocket Man.
2006 erhielt er die Rolle des Rhys Williams in der britischen Science-Fiction-Serie Torchwood, einem Spin-off der populären BBC-Serie Doctor Who. Als Rhys Williams besprach er für Torchwood Hörspiele als Audiobook und Radio-Hörspiele.

## Filmografie
- 2001: Fun at the Funeral Parlour (Fernsehserie, Folge 1x02)
- 2003: Casualty (Fernsehserie, Folge 17x32)
- 2005: Rocket Man (Fernsehserie, 6 Folgen)
- 2006–2011: Torchwood (Fernsehserie, 35 Folgen)
- 2011: Being Human (Fernsehserie, Folge 3x01)
- 2011: Waterloo Road (Fernsehserie, Folge 7x14)
- 2012: The Syndicate (Fernsehserie, Folge 1x04)
- seit 2015: Hollyoaks (Seifenoper)

## Radio/Audio
- 2007: Ying Tong: a Walk with the Goons als Harry Secombe[11]
- 2009: Torchwood – The Dead Line als Rhys Williams (Radio)
- 2011: Torchwood – The Devil and Miss Carew  (Audiobook)
- 2011: Torchwood – Ghost Train (Audiobook)
- 2011: Torchwood – Department X (Audiobook)
- 2011: Torchwood – First Born (Audiobook)
- 2012: Torchwood – Army of One (Audiobook)

## Theater
- 1998: Der Sturm
- 2005: Life of Ryan... and Ronnie
- 2006: A Chorus Of Disapprova
- 2008: Adam & Steve
- 2012: Wie es euch gefällt[12]